# Cueva con cierre ciclópeo talayótica
Una cueva con cierre ciclópeo talayótica, también llamada cueva paredada (o "cova murada" en catalán), es una cavidad natural creada a través la erosión de la roca calcárea característica de la Isla de Menorca, pero que han sido retocadas por la acción humana durante el pasado, por ejemplo para obtener una mayor profundidad en su interior, pero sobre todo, a través de la creación de un muro ciclópeo. Este muro, como bien indica su nombre, está construido con hiladas de piedras sin ningún tipo de argamasa y su finalidad es cerrar la entrada de la cueva. Las cuevas con cierre ciclópeo talayóticas fueron utilizadas como espacios de enterramiento colectivo entre el 1450 y el 800 a. C. Las cuevas con cierre ciclópeo talayóticas más conocidas son: la Cova Murada, la Cova des Càrritx, la Cova des Morts de Mongofre Nou.

## Las cuevas con cierre ciclópeo talayótica de Menorca

### Cova Murada
La Cova Murada es la cavidad con mayores dimensiones de todo el Barranco de Algendar (Ciudadela - Menorca). Esta está situada en la vertiente occidental del barranco, muy cerca del Talayot de Torrepetxina. Se llama Cova Murada, porque se sabe que en época talayótica se cerró la entrada de la cavidad con un muro ciclópeo para ser utilizada como estructura funeraria. Este muro, según Veny, tiene unos 4 metros de anchura y 10 de longitud.
Los antropólogos y arqueólogos que excavaron este yacimiento documentaron un complejo ritual de cremación en su interior y gracias al cual se han conservado hasta el día de hoy fragmentos y objetos de madera como: restos de baúles con agujeros, peines y restos de un incensario junto con tejidos prehistóricos. También se documentaron materiales cerámicos y metálicos, que permitirían confirmar que fue utilizada como estructura funeraria durante el primer milenio aC. Sin embargo, los arqueólogos no se ponen de acuerdo en cuánto tiempo se utilizó la cueva como espacio de enterramiento. De hecho, C. Veny y M. Trias llegaron a conclusiones contrarias y Lluís Plantalamor considera que fue utilizada en una época avanzada del periodo talayótico. En cuanto la tipología de la cueva, la Cova Murada se caracteriza por ser una galería casi horizontal con numerosos codos de sección diversa que dividen las diferentes salas que componen la cueva.

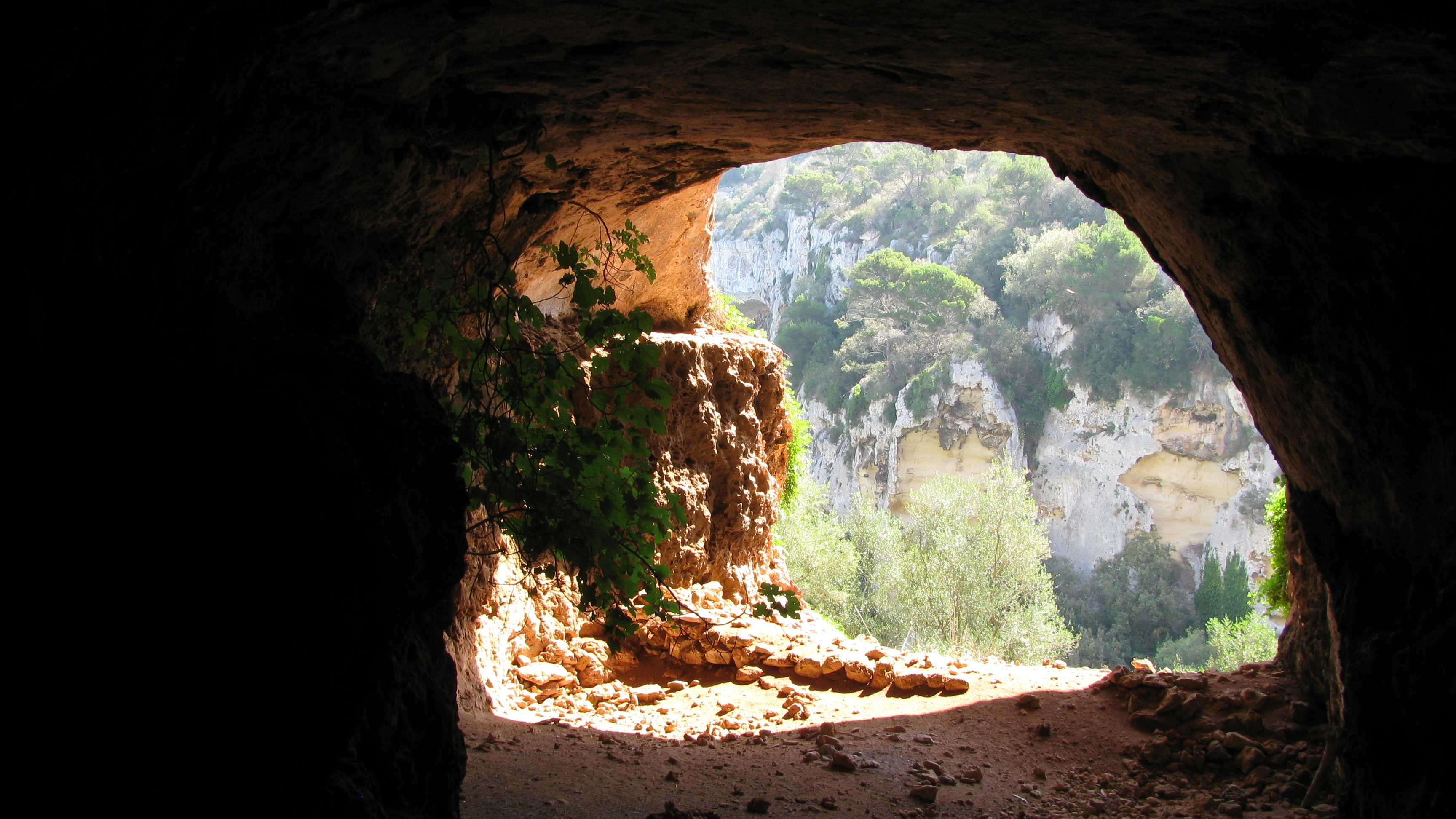
Cova Murada (Ciudadela- Menorca), desde el interior. Fotografía Consejo Insular de Menorca.

Descripción de las salas de la cueva
- Galería de entrada: es un amplio pórtico de 11 metros de altura y 9 de ancho que actúa como entrada de la cueva. Destaca como el suelo formado por abundantes sedimentos adquiere un poco de pendiente. En este espacio se documentó un yacimiento arqueológico que sufrió las acciones de los expoliadores. Sin embargo, los arqueólogos pudieron estudiar los materiales que aún quedaban en la galería.[6]

- Sala de las columnas: espacio que comunica con la galería de entrada a través de una abertura. Este espacio se caracteriza por tener 9 metros de ancho por 24 metros de profundidad y 4 metros de altura.

- Laminador: al final de la Sala de las columnas comienza el laminador, que actualmente se encuentra casi colmatado por el depósito de sedimentos. Los primeros espeleólogos que entraron en la Cova Murada, pensaban que éste era el final de la cavidad, pero luego descubrieron la existencia de un conducto terminal.

- Conducto terminal: es un conducto de 5 metros de anchura y 5 de altura. Al final hay una colmatación de arcillas.

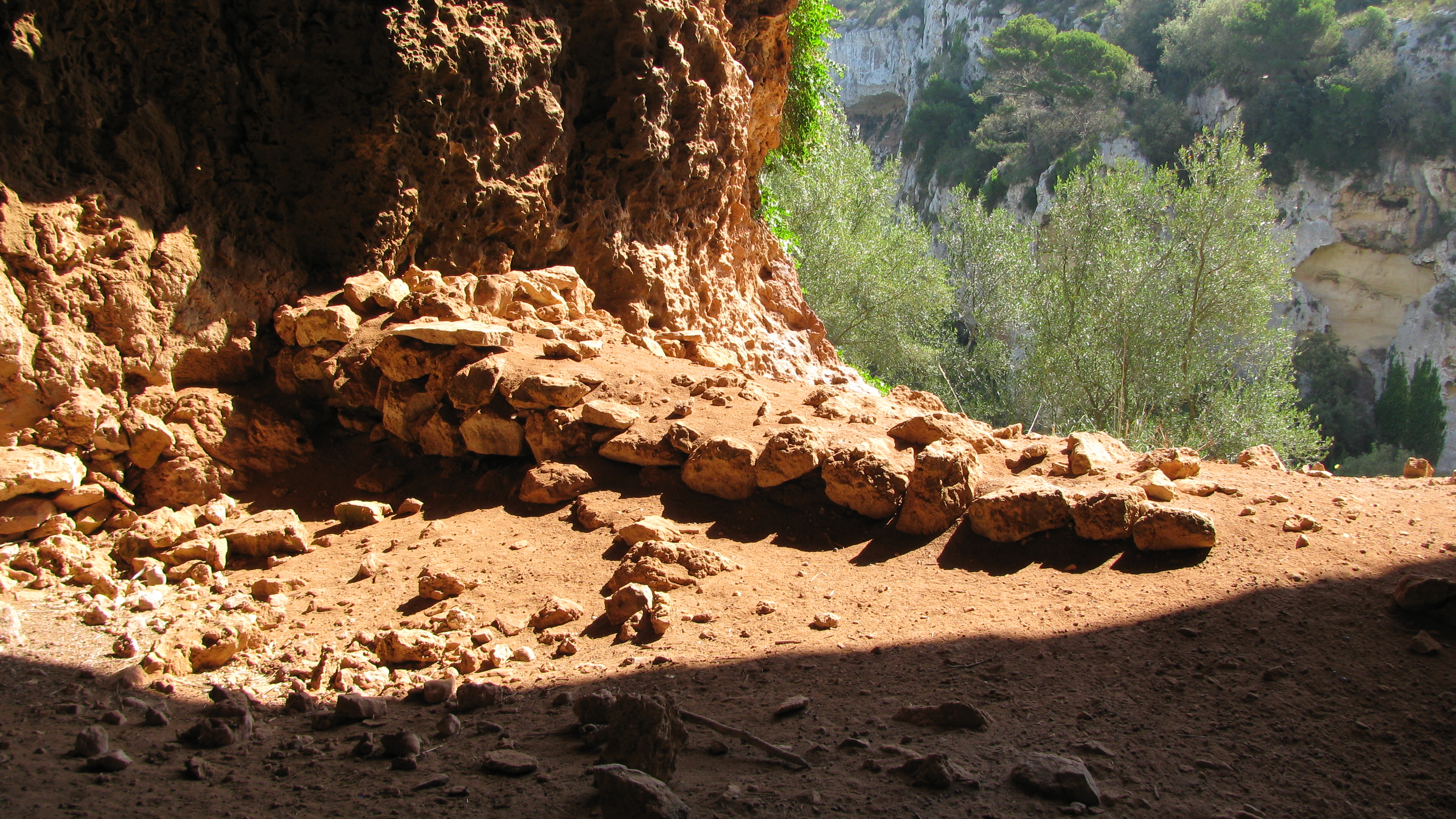
Muro de cierre de la Cova Murada (Ciudadela de Menorca). Fotografía Consejo Insular.

### Cova des Càrritx
La Cova des Càrritx es una cueva natural situada en el barranco de Algendar (Ciudadela - Menorca). La cueva se encuentra en el camino de paso hacia la Cova Murada. La Cova des Càrritx y su contenido se han conservado en buen estado hasta nuestros días gracias a que antiguamente la entrada quedó tapada por el colapso de una gran roca del barranco, que la ocultó. Se trata de una cueva natural de unos 230 metros de recorrido longitudinal, en la boca de la cual se construyó un muro de grandes piedras con técnica de construcción ciclópea. En el primer tramo de unos 170 metros es donde se han encontrado una gran cantidad de material arqueológico, que ha dado una valiosa información sobre los hábitos y costumbres de los menorquines prehistóricos, especialmente los relacionados con la muerte y los rituales funerarios. Gracias a la excavación de esta cueva se pudo documentar un ritual de enterramiento que consistía en el tintando con una pasta de color ocre, peinado y cortado del pelo para luego almacenarlos en unos contenedores de hueso de buey y con tapadera de madera con decoraciones de círculos concéntricos.
En la cueva se pueden diferenciar hasta siete salas comunicadas entre sí a través de corredores y galerías. Un equipo de la Universidad Autónoma de Barcelona llevó a cabo las excavaciones de la Cova des Càrritx entre los años 1995 y 1996. Codirigieron las excavaciones los arqueólogos Vicente Lull, Roberto Risch, Rafael Micó y Cristina Rihuete.
Descripción de las salas de la cueva
·Sala 1: espacio cuadrangular de unos 32 m². Aún conserva el muro de paramento ciclópeo que se construyó en origen, con el que se protegía el interior de la cueva. El derrumbe de una parte de la visera del barranco clausuró la boca de la cueva, lo que ayudó a la conservación de los contextos funerarios y rituales prehistóricos que contenía. Este espacio tiene dos cotas de nivel. Funcionó como cementerio entre 1450 / 1400-800 a. C.
·Sala 2: espacio irregular, bajo y alargado. Los restos que contenía procedían del cementerio de la sala 1 (1450 / 1400-800 a. C.).
·Sala 3: espacio de dimensiones notables, también irregular. Se localizó una pequeña hoguera y dos concentraciones de materiales arqueológicos, una con predominio de huesos de animales y fragmentos de estalactitas y otra con vasos cerámicos (1600-1450 / 1400 a. C.).
·Sala 4: separada de la sala 3 por una cortina de estalactitas y estalagmitas aún activas hoy en día. Presentaba algunos huesos dispersos de Myotragus balearicus, una punta de lanza de bronce en una especie de orificio de 1 metro y medio de profundidad y abundantes surcos verticales producidos por dedos humanos en una de las coladas de arcilla (1600 hasta 1450/1400 a. C.).
·Sala 5: se accede por un ramal del fondo de la sala 4, estrecho e inclinado, por el que se debe subir para llegar a un pequeño espacio destinado a ocultar el depósito de objetos de madera, cerámica prehistórica de Menorca, bronce y contenedores de cabellos (1100-800 a. C.).
·Sala 6: espacio de configuración alargada en la que se localizó un vaso roto en el suelo y una pequeña hoguera con cenizas que contenían huesos humanos de dedos y pies. Muy cerca, junto a la pared, se encontró una agrupación de huesos que representaban una mano que señalaba la hoguera. En el interior de unas grietas de la pared había huesos humanos de manos y pies con fragmentos de estalactitas de forma parecida a la de los huesos (1600-1450 / 1400 a. C.).
·Sala 7: separada de la 6 por una cortina de estalactitas que fue recortada y los fragmentos colocados en un lugar resguardado cercano (1600-1.450 / 1400 a. C.). A los 170 m, el último punto al que llegaron las personas que usaron estos espacios durante la prehistoria, sobre una repisa de la roca natural, se localizó una olla de cerámica con dos pezones orientados hacia la salida de la cueva, es decir, hacia el que se acercaba.
·Forat de ses Aritges: Situado junto a la entrada de la cueva Càrritx, se trata de una pequeña cueva natural con un muro de cierre ciclópeo. Ha sido objeto de excavación arqueológica en las mismas campañas desarrolladas por la Universidad Autónoma de Barcelona en la Cova des Càrritx.

### Cova des Morts
La Cova des Morts (Mahón - Menorca) es más bien un abrigo, situado en un espolón de la costa norte de Menorca, concretamente, en la finca de Mongofre Nou. La Cova des Morts forma un conjunto de cavidades junto con una cavidad más, llamada la Cova des Soldats. La des Morts es la más oriental y se caracteriza por tener un muro de cierre ciclópeo construido con grandes piedras. En su interior también había una gran cantidad de sedimentos pero se documentaron muchísimas restos humanos en superficie. Tanto la Cova des Morts como la Cova des Soldats fueron introducidas en el Catálogo de Protección del Patrimonio Arqueológico del término municipal de Mahón y posteriormente se solicitó la excavación de la Cova des Morts. Con esta intervención se documentaron restos óseos de 300 individuos y se pudo establecer una secuencia estratigráfica con 7 niveles arqueológicos.
Descripción de los sedimentos arqueológicos
· Nivel I: estaba compuesto de sedimentos arenosos creados por la erosión de la cueva que se habían depositado en el suelo con el viento. Gran cantidad de restos humanos fechados del 840 cal a. C. y pocos fragmentos de cerámica talayótica. Ocupaba toda la extensión de la cueva hasta el cierre ciclópeo con una potencia de 100-150 cm.
· Nivel II: sedimentos arenosos con una potencia de 0-40 cm, donde se documentó un individuo completo y huesos que pertenecían a otros individuos que no estaban completos pero sí en conexión anatómica. También había algunos vasos cerámicos y otros restos de la cultura material talayótica. Las dataciones de los dos individuos documentados son: 906 cal a. C. y 955 cal a. C.
· Nivel III: capas horizontales y compactas que ocupan toda la superficie de la cueva. También se han documentado sedimentos carbonosos de combustión ubicados cerca del muro de cierre en toda su extensión. Estos sedimentos tienen una datación de 3348 cal a. C.
· Nivel IV: sedimentos marrones con restos de ovicaprinos (fauna doméstica) con una cronología de 1614 cal a. C. y pocos fragmentos de cerámica talayótica. Ocupa la mitad de la superficie de la cueva y tiene una potencia de 5-15 cm
· Nivel V: sedimentos de combustión con datación del 1674 cal a. C. Sin presencia de restos óseos ni de cultura material. Ocupa la superficie de la cueva de manera irregular y tiene una potencia de 5-10cm.
· Nivel VI: sedimentos marrones compactos y arenosos, restos de ovicaprinos (fauna doméstica) fechados en 1752 cal a. C. y cerámica pretalaiótica. Se extiende por un cuarto de la superficie de la cueva, concretamente, es la capa que está en contacto con la roca madre y tiene una potencia de 2-25cm.
· Nivel VII: roca madre.

## Menorca Talayótica Patrimonio de la Humanidad
Menorca Talayótica es un bien inscrito en la Lista del Patrimonio Mundial de la UNESCO en 2023. Se trata de un conjunto de yacimientos arqueológicos que testimonian una cultura prehistórica insular excepcional, caracterizada por una arquitectura ciclópea única. La isla conserva monumentos exclusivos como las navetas funerarias, las casas circulares, los santuarios de taula y los talayots, que se mantienen en plena armonía con el paisaje menorquín y su relación con el firmamento.
Menorca cuenta con uno de los paisajes arqueológicos más ricos del mundo, modelado por generaciones que han preservado el legado talayótico. Tiene la mayor densidad de yacimientos prehistóricos por superficie en una isla y es un símbolo de su identidad insular.
Esta zona se divide en nueve áreas que cubren yacimientos y paisajes asociados, con una cronología que va desde la aparición de las construcciones ciclópeas alrededor del 1600 a. C. hasta la romanización en el 123 a. C. El valor excepcional de sus monumentos y paisajes llevó a su inscripción en la Lista del Patrimonio Mundial de la UNESCO en 2023.